# Жиренчин, Абусагит Мусульманкулович
Абусагит (Абиш) Мусульманкулович Жиренчин (каз. Әбусағит (Әбіш) Мұсылманқұлұлы Жиреншин; 31 декабря 1913, аул Карааул, Семипалатинский уезд, Семипалатинская область, Российская империя (ныне - Абайский район Восточно-Казахстанской области) — 16 июля 1975, Алма-Ата, КазССР, СССР) — советский казахский учёный-литературовед, писатель, журналист. Основоположник казахского книговедения, один из первых исследователей творчества Абая Кунанбаева. Кандидат исторических наук (1946), профессор (1965). Член географического общества СССР, член Союза писателей Казахстана.

## Биография
Происходил из знатного рода, дед по отцовской линии был бием и волостным управителем, помощник и единомышленник Абая Кунанбаева.
В детстве обучался у муллы, в 11-летнем возрасте в 1924 году поступил в русскую школу, которую окончил с отличием. В 1928 году начал обучаться в Семипалатинском сельскохозяйственном техникуме. Семья Жиренчина из-за гонений и последствий голодомора была вынуждена в начале 1930-х годов переехать сначала в Термез, затем в начале 1933 года — Ташкент, откуда вернулась в конце 1930-х годов. Окончил Среднеазиатский университет (Ташкент), Литинститут им. М. Горького (Москва).
В 1938—1942 годах был учёным секретарём республиканского Общества изучения Казахстана. В 1942—1951 годах — первый директор Центрального музея Казахстана. В 1951—1953 годах подвергался репрессиям (снят со всех должностей, лишён степени кандидата наук — диссертация «Творчество Абая Кунанбаева» признана «идеологически порочной», имеющей «буржуазно-националистический характер», выслан из Алма-Аты, 1 июня 1953 года уволен из КазГУ), но был реабилитирован в 1954 году (хотя степень кандидата наук вернули в 1960 году). В 1954—1956 годах директор Алматинской областной библиотеки; 1960—1963 годах — директор Республиканского объединения книжной торговли, член коллегии Министерства культуры; 1963—1975 годах — преподаватель Казахского госуниверситета (ныне КазНУ им. аль-Фараби).
Внёс значительный вклад в развитие издательского и музейного дела, собирал материалы по этнографии казахского народа, способствовал развитию библиотечного дела в республике. В 1948 году выступил в защиту учёного-историка Е. Б. Бекмаханова. В 1957—1958 годах написал биографии С. Сейфуллина, И. Жансугурова, Б. Майлина, репрессированных в 1930-х годах, а также иных деятелей культуры: М. Ауэзова, И. Алтынсарина и т. д. Принимал активное участие в создании первой казахстанской энциклопедии.
Скончался 16 июля 1975 года, похоронен на Кенсайском кладбище.

## Семья
Отец — Мусулманкул (Бокок) (1879—1953), мать — Умыттык Шукиманкызы (1884—1983). Жена Сайда Архамовна (Архамкызы) Искакова (познакомились в 1942 году), два сына (одни из них, Казбек — доктор юридических наук, профессор), и дочь Куляим.

## Творчество
Автор свыше 150 научных и литературных публикаций, в том числе восьми монографий.
Некоторые работы:
- «Абай и его русские друзья» (1949).
- «Книга, графика, плакат Казахстана» (1958)
- «Орыстың ұлы революцияшыл демократтары» («Абай и великие русские революционные демократы», 1959)
- «Қазақ кітаптары тарихынан» («Из истории казахской книги», 1971)